# Château de Reinhardstein
 (septembre 2023).
Le château de Reinhardstein (en wallon Rénarstène, ou Rénastène, en allemand Schloss Reinhardstein ou Burg Metternich) est un château fort du XIVe siècle situé en Wallonie dans les Hautes-Fagnes belges, à Ovifat, village de la commune de Waimes, dans la province de Liège (Cantons de l'Est de la Belgique).

## Une forteresse médiévale
Son emplacement actuel au sommet d’un piton rocheux dominant la vallée de la Warche était déjà connu par les Celtes. Ceux-ci y creusèrent un fossé dont on a retrouvé des traces dans le roc. Les Romains et les Carolingiens ne manquèrent pas d’apprécier la valeur stratégique des lieux qu’ils occupèrent également.
En 1354, Renaud de Waimes reconstruisit, avec l’accord de Wenceslas de Luxembourg, un château en s’appuyant sur certaines fondations et en intégrant à celui-ci des éléments des forteresses antérieures.
Le fait que cette construction ait été autorisée par Venceslas Ier de Luxembourg prouve que Waimes dépendait à cette période du Duché de Luxembourg et non de la Principauté de Stavelot-Malmedy
Renaud de Waimes n’ayant pas d’héritier, le château passa aux mains de son oncle Winkin, puis au fils de celui-ci, Jean, qui mourut en 1442. La fille de Jean de Waimes et Marie de Bastogne, Marie, héritera du château, avant d’y habiter avec son époux Jean de Zivelle, vassal du comte de Vianden.
Durant les siècles qui suivirent, le Château passa par voies d’héritage aux Nesselrode, aux Nassau et aux Schwartzenberg pour enfin aboutir entre les mains du père du célèbre chancelier Metternich. Après 1812, le château fut abandonné par cette famille et finit par être vendu à un entrepreneur en matériaux de construction. Ce dernier commença à démanteler le castel et à en revendre les pierres. Le pillage fut stoppé en 1815 après le congrès de Vienne qui fit passer les terres du château sous l’autorité du roi de Prusse. C’est alors qu’une première campagne de restauration fut entreprise.

## Le château à partir du XIXe siècle
Après une nouvelle période d’abandon, les ruines du château furent achetées en 1965 par un amateur éclairé, le professeur Jean Overloop (1915-1994), qui procéda à une reconstruction intelligente ayant duré 18 mois, basée sur des gravures anciennes du XVIIIe siècle et une étude approfondie dans d'autres châteaux du même type en Eifel, avant de remeubler le burg de sa collection privée et fit même en sorte que celui-ci soit accessible aux visiteurs dès 1970.
Le professeur Overloop, n'a pas cherché à faire une reconstitution à l'identique du burg : les documents manquaient. C'était pour lui un refuge et une tribune où il pouvait défendre la Belgique et l'Europe auprès de ses visiteurs.
Afin de coller à la réalité historique, un jardin médiéval, semé de plantes médicinales, a été créé dans l’une des cours intérieures du Burg.
Le Château de Reinhardstein fait partie du Patrimoine culturel immobilier classé de la Wallonie depuis 1977, et est un site classé au  Réseau Natura 2000 depuis 2011.

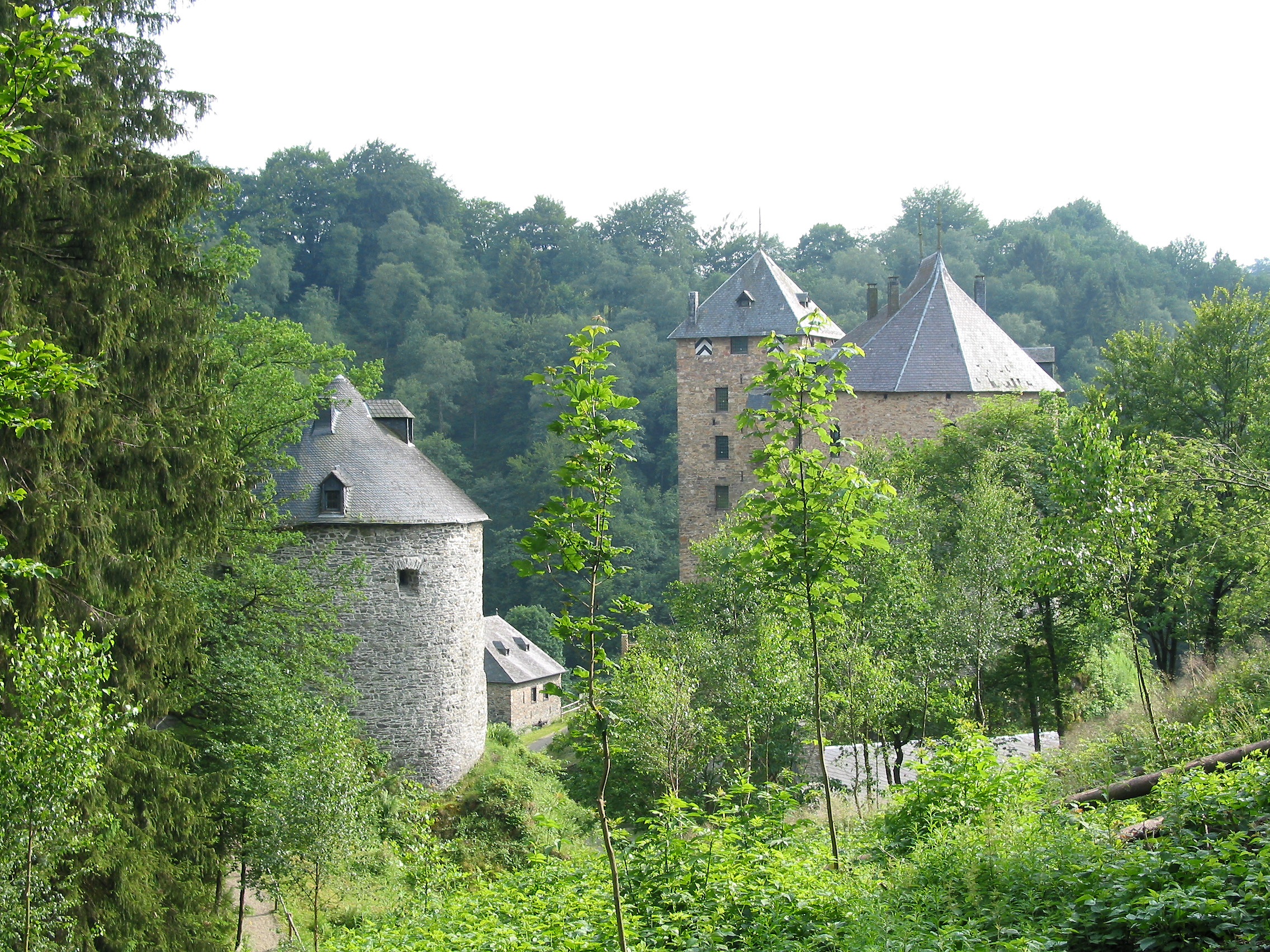
Tour avancée et château de Reinhardstein.

## Cascade
Non loin du château, légèrement en aval et toujours sur la rive droite de la Warche, se trouve la cascade de Reinhardstein, la cascade la plus haute de Belgique. Celle-ci se trouve à la confluence du ru du Chèneu avec la Warche.